# Dzjoan Fejbi Bezjura
Dzjoan Fejbi Bezjura (ukrainska: Джоан Фейбі Бежура), född 22 oktober 1991, är en ukrainsk fäktare som tävlar i värja.

## Karriär
Vid sommaruniversiaden 2017 i Taipei tog Bezjura guld i lagtävlingen i värja tillsammans med Ksenija Panteljejeva, Anfisa Potjkalova och Julija Svystil. Vid militära världsspelen 2019 i Wuhan tog hon silver i lagtävlingen i värja tillsammans med Inna Brovko, Alina Komasjtjuk och Olena Kryvytska samt brons i lagtävlingen i sabel tillsammans med Julija Bakastova, Alina Komasjtjuk och Olena Voronina.
Vid europeiska spelen 2023 i Kraków tog Bezjura guld i värja efter att ha besegrat polska Martyna Swatowska-Wenglarczyk i finalen. Vid olympiska sommarspelen 2024 i Paris blev hon utslagen i sextondelsfinalen i värja av franska Auriane Mallo. Bezjura var även en del av Ukrainas lag tillsammans med Vlada Charkova, Olena Kryvytska och Darja Varfolomejeva som slutade på sjätte plats i lagtävlingen i värja.